# 玉井信光
玉井 信光（たまい のぶみつ、1963年6月11日 - ）は、日本の実業家。フィンテックグローバル創業者・代表取締役社長。

## 人物・来歴
広島県生まれ。明治大学商学部卒業後、オリエント・リースに入社。
1994年フィンテックグローバル設立。同社代表取締役社長に就任。2005年東京証券取引所マザーズに上場。
2018年には飯能市に、フィンランド以外では世界初となるムーミンのテーマパーク・ムーミンバレーパークや、ショッピングモールからなるメッツァを開業させた。